# Nyctiophylax serpentinus
Nyctiophylax serpentinus là một loài Trichoptera hóa thạch trong họ Polycentropodidae.